# Kaiserpokal 1960
Der Kaiserpokal 1960 war die 40. Austragung des Kaiserpokals, des höchsten japanischen Fußballpokalwettbewerbs. Sieger des Wettbewerbs waren die Furukawa Electric.

## Ergebnisse

### Achtelfinale
|                   | Ergebnis |                   |
| ----------------- | -------- | ----------------- |
| Hitachi           | 3:0      | Kyoto Shiko Club  |
| Nagoya SC         | 3:2      | Dot Well Club     |
| Toyo Industries   | 2:1      | Kandai Club       |
| Motomo Club       | 0:8      | Keiō BRB          |
| Meiji-Universität | 5:0      | Nambu Shukyudan   |
| Kwangaku Club     | 7:0      | Toyama Club       |
| Yawata Steel      | 2:0      | Osaka Club        |
| Teijin Matsuyama  | 0:6      | Furukawa Electric |

### Viertelfinale
|                   | Ergebnis |                   |
| ----------------- | -------- | ----------------- |
| Hitachi           | 7:0      | Nagoya SC         |
| Toyo Industries   | 1:2      | Keiō BRB          |
| Meiji-Universität | 1:0      | Kwangaku Club     |
| Yawata Steel      | 0:3      | Furukawa Electric |

### Halbfinale
|                   | Ergebnis |                   |
| ----------------- | -------- | ----------------- |
| Hitachi           | 2:2      | Keiō BRB          |
| Meiji-Universität | 1:6      | Furukawa Electric |

### Spiel um Platz 3
|         | Ergebnis |                   |
| ------- | -------- | ----------------- |
| Hitachi | 2:1      | Meiji-Universität |

### Finale
|          | Ergebnis |                   |
| -------- | -------- | ----------------- |
| Keiō BRB | 0:4      | Furukawa Electric |